# Stratégie macro-globale
La stratégie macro-globale est une stratégie de gestion alternative utilisée par les hedge funds et autres fonds d'investissement, qui consiste en l'analyse et l'exploitation d'évènements macroéconomiques afin de générer des profits sur les marchés financiers.

## Concept
La stratégie macro-globale est une stratégie alternative de gestion de portefeuille financier. Elle passe par l'exploitation de déséquilibres macroéconomiques et d'évènements macroéconomiques soudains. En prévoyant un évènement tel qu'une crise économique ou l'évolution de la politique monétaire de la banque centrale, les gestionnaires de fonds peuvent réaliser des plus-values. Cela permet aux fonds de gestion alternative de générer des profits même en situation de crise économique.
Cette stratégie se basant sur l'anticipation d'évènements macroéconomiques, elle est liée aux anomalies de marché dues à des décisions publiques ou à l'évolution de la conjoncture. La stratégie macro globale est souvent opérée sur les marchés de change et les marchés obligataires. La stratégie macro-globale peut se fonder sur des réactions habituelles des marchés face à certains types de situations. Par exemple, lorsqu'un pays émergent fait défaut sur sa dette, cela provoque un phénomène de fuite vers la qualité et de fuite de capitaux, qui peut être exploitée pour générer des profits.
Contrairement aux techniques classiques des hedge funds, les stratégies macro-globales n'utilisent pas nécessairement de méthode de hedge, c'est-à-dire d'une stratégie de neutralisation du risque du marché qui passe par ce que le fonds prend à la fois une position longue et une position courte (short). Cette stratégie passe, notamment, par des forwards, des contrats spot.
La stratégie macro-globale exige une veille constante des grands paramètres macroéconomiques. Lorsqu'un évènement a lieu ou va avoir lieu, les fonds étudient les interdépendances entre les grandes variables macroéconomiques (les taux d'intérêt, la valeur des devises, l'inflation, etc.)
Les fonds qui pratiquent la stratégie macro-globale sont les fonds qui ont les retours les plus élevés, mais aussi la volatilité la plus forte. Ils ont une corrélation plus importante avec les marchés financiers. Une étude publiée en 2000 estime que la stratégie macro-globale génère un retour annuel net moyen de 11,10 %, avec un écart-type de 1,10 %.

## Typologie

### Macro directionnel
Le trading directionnel se base sur les anticipations de l'influence de certaines variables sur le prix des actifs.

### Macro long/short
Les positions long/short sont utilisées pour profiter de déséquilibres du marché.

## Historique
La stratégie macro-globale est l'une des premières à avoir été mises en place par les hedge funds. La stratégie ensuite été perfectionnée par des grands gestionnaires de fonds, comme George Soros et Julian Robertson. La plus célèbre application de stratégie macro-globale est celle de George Soros qui, en 1992, parie sur une sortie de la livre sterling du Système monétaire européen et adopte une position short sur la devise,. La stratégie macro-globale a été utilisé de manière croissante après le début des années 2000.